# Буйлов, Анатолий Ларионович
Анатолий Ларионович Буйлов (1947—2020) — советский писатель.

## Биография
Родился 25 мая 1947 года в Комсомольске-на-Амуре. Его детство прошло в Магаданской области, куда переехала семья. С 1958 года работал помощником топографа в старательной артели. Затем был оленеводом, охотником-промысловиком и егерем, тигроловом. После службы в армии, работал в Приморье тигроловом, освоил ещё целый ряд профессий. 
Первый рассказ «За соболем» был опубликован в районной газете «Рассвет Севера» (посёлок Ола). В 1982 году, после первой публикации романа «Большое кочевье» был принят в Союз писателей СССР; в 1983 году на I Всесоюзном литературном конкурсе им. М. Горького на лучшую первую книгу молодого автора получил первую премию, в 1984 году — премию Союза писателей СССР им. К. Федина. Роман был переведён и опубликован в Болгарии, Польше, Японии.
В 1984 году в журнале «Дальний Восток» был напечатано его сочинение «Тигроловы», в 1985 году вышедшее в издательстве «Современник». В 1987 году окончил Высшие литературные курсы в Москве.
В 1987 году переехал в Красноярск, затем в Дивногорск. Принимал участие в деятельности различных патриотических организаций; был членом литературного объединения «Потомки Ермака». В 1990 году выпустил сборник «Что с нами происходит? Письма из Сибири»; стал идеологом Енисейского казачьего войска — есаул. В 1994 году выдвигался кандидатом в Законодательное Собрание края от объединения «Русский путь», избран не был и впоследствии от политической деятельности отошёл. 
С 2015 года жил в Тайшете (Иркутская область), где умер 17 марта 2020 года.